# Wangkelang (Lemahabang)
Wangkelang is een bestuurslaag in het regentschap Cirebon van de provincie West-Java, Indonesië. Wangkelang telt 2277 inwoners (volkstelling 2010).